# تأثير (فلسفة)
مصطلح استخدمه كانط ليعني به الصفة التي تملكها الأشياء للتأثير على الحواس، ويعبر مفهوم التأثير عن الجانب المادي لمذهب كانط، فالتجربة الحسية لا تكتسب إلا نتيجة لفعل «الأشياء في ذاتها» على الحواس ويتعارض هذا المفهوم في مذهب كانط مع مفهوم الإدراك المتعالي للذات، ومع ذلك فقد ظل كانط مصراً على بقاء الأشياء خارج نطاق المعرفة، وقد انتقد هذا المفهوم الكانطيون الجدد، وكل أولئك الذين حولوا فلسفة كانط إلى مذهب مثالي متماسك.